# Geistiges Erbe Schweiz
Geistiges Erbe Schweiz ist eine Schweizer Buchreihe.
Das Label entstand im Herbst 2010 als eine unabhängige, von der Kleinfirma Verlag Bär in Niederuzwil begründete Buchreihe. Der Herausgeber, Dr. Raphael Baer, widmet sich der textlichen Restauration vergessener, vernachlässigter oder vom aktuellen Zeitgeist nicht beachteter geistiger Grössen und deren Gedankenwelt, die in der Schweiz ihren Ursprung haben, für Kultur und Menschenbildung aber allgemein relevant sind.

## Themen und Inhalte
Band 1 und 2: Die ersten beiden Bände geben einen Überblick auf das Gesamtwerk von Carl Hilty (1833–1909), welches sich in politische Grundgedanken und ethisch/religiöse Schriften aufteilen lässt. Der erste Band zeigt seinen Weg von der stoischen Philosophie (Hilty übersetzte Epiktets Handbuch der Moral) zu einer von den Dogmen der Kirchen unabhängigen Christentum, das auf der persönlichen Freundschaft mit Gott und einer aktiven Mitarbeit am Reich Gottes in dieser Welt beruht.
Band 3 bringt innerhalb des pädagogischen Themas Ehe, Familie, Gesellschaft einen neu übersetzten Basistext von Johann Heinrich Pestalozzi (1746–1827), dem berühmtesten Schweizer, den niemand mehr richtig kennt. Neben Pestalozzis Fazit über «Mutter, Kind, Erziehung und Religion» enthält der Band auch drei Texte von Carl Hilty über die «Heiligkeit der Ehe», die familiäre Erziehung und den mangelhaften Beitrag der staatlich organisierten Schulen für Selbsterziehung und Leben.
Band 4 folgte am 16. Oktober 2011 zum Heiligen Gallus, einem Einwanderer aus Irland oder Frankreich, der sich im Mai 612 in der Ostschweiz niedergelassen hatte und so die Gründung des Klosters und der Stadt St. Gallen provoziert hatte. Zwei zeitgenössische Essays von Robert Nef und Raphael Baer deuten die Legende «Gallus und der Baer» quasi feministisch, indem sie in diesem «Märchen» das Weibliche hervorheben und gegen die männlichen Praktiken der Macht und Herrschaft zur Diskussion stellen. In diesem Buch wird die Bodenseeregion auch in Geschichte und Geographie sowie die beiden St. Galler Reformatoren vorgestellt: Vadian und Ulrich Zwingli, der mit seinen markanten Aussagen über die seligen Heiden wie Sokrates als liberaler Gegenspieler des gestrengen Luther in die Theologiegeschichte eingegangen ist.

## Werke
- Carl Hilty: Bausteine zum Glück. Verlag Bär, Niederuzwil 2010, ISBN 978-3-9523212-4-9. (mit einem Essay über Stoa und Christentum und mit Hiltys Übersetzung des ethischen Handbüchleins von Epiktet)
- Carl Hilty: Politische Verantwortung. Verlag Bär, Niederuzwil 2010, ISBN 978-3-9523212-5-6. (Politisches Jahrbuch der Schweizerischen Eidgenossenschaft, 1886–1910)
- Ehe, Familie und Gesellschaft / Studies on marriage, family and society. Verlag Bär, Niederuzwil 2011, ISBN 978-3-9523212-6-3. (deutsch/englisch, mit Originaltexten von Carl Hilty und Johann Heinrich Pestalozzi)
- Sankt Gallus. Geschichte – Legende – Interpretation. Verlag Bär, Niederuzwil 2011, ISBN 978-3-9523212-6-3. (mit der Vita sancti Galli auf Deutsch, mit zwei Essays von Robert Nef und Raphael Baer sowie restaurierten Texten von Vadianus, Heinrich Zschokke und Friedrich von Tschudi)

## Auszeichnungen
- 2010 Unterstützungsbeitrag von Südkultur, Amt für Kultur St. Gallen

## Rezensionen
- "Zwei umfangreiche Studien- und Lesebücher zu Carl Hilty" (Otto Ackermann), im Werdenberger Jahrbuch 2012, Historischer Verein Werdenberg, Verlag Buchs Medien 2011, S. 296

- "Beobachter, Zeitzeuge und Publizist" (Otto Ackermann), in: "Der Alvier", Werdenberger & Obertoggenburger vom 20. Januar 2012, S. 11